# Detective Conan - L'isola mortale
Detective Conan - L'isola mortale (名探偵コナン 紺碧の棺（ジョリー・ロジャー）?, Meitantei Konan - Konpeki no Jorī Rojā, lett. "Detective Conan - Il Jolly Roger nel profondo azzurro"), conosciuto anche con il titolo internazionale Detective Conan: Jolly Roger in the Deep Azure, è un film d'animazione del 2007 diretto da Yasuichirō Yamamoto.
Si tratta 11° film dedicato alla serie anime Detective Conan, uscito in Giappone il 21 aprile 2007.
La produzione ha avuto come consultenti il Bahamas tourism, il museo Pirates of Nassau e lo AQUA MATE DIVING CLUB.

## Trama
Una sera, Takagi e Sato inseguono in auto due rapinatori che indossano le maschere di Lupin III e Fujiko Mine. Dopo l'arresto, prima di svenire, il malvivente con la maschera di Lupin fa qualche accenno al Jolly Roger e alla fittizia isola di Komi, nell'Oceano Pacifico della prefettura di Tokyo. Proprio in quest'isola con un clima tropicale si trovano Conan, Ran, Ai, Sonoko, Agasa, i Detective Boys e Kogoro, perché quest'ultimo ha vinto del denaro alla lotteria e ha deciso di regalare a tutti una vacanza.
L'isola è abbastanza affollata perché, dopo il ritrovamento di alcuni oggetti del Settecento nella vicina e deserta isola di Yorioya, si è diffusa la voce che in zona sia nascosto il tesoro delle famose piratesse Anne Bonny e Mary Read. I ragazzi vengono coinvolti dal direttore dell'ufficio turistico nella caccia al tesoro, Agasa e Kogoro decidono di riposarsi, mentre Ran e Sonoko si dedicano a un'immersione subacquea e visitano una struttura affondata nel mare. Qui le ragazze s'imbattono in alcuni squali, che sono stati attirati dal sangue emesso dalla ferita di un cacciatore di tesori.
Trovandosi su un'altura, Ai nota un motoscafo che si sta dirigendo a tutta velocità verso il villaggio. I due cacciatori di tesori stanno trasportando l'amico ferito all'ospedale, ma l'emorragia è troppo estesa e il dottore non può fare più niente. Ai avverte Conan dell'accaduto. I ragazzi chiedono a Mitsuhiko, Ayumi e Genta di completare la caccia al tesoro e si recano a vedere cos'è successo. Analizzando la situazione, Conan capisce che qualcuno ha inserito una sacca con del sangue di pesce nella muta del sommozzatore. Durante l'immersione, la pressione dell'acqua ha provocato la fuoriuscita del materiale, attirando così un branco di squali. La polizia interroga gli amici della vittima e Takagi, con uno stratagemma, cerca di prendere le loro impronte digitali.
I cacciatori di tesori s'introducono nella sala espositiva dell'ufficio del turismo per sottrarre una sciabola e una pistola che appartenevano rispettivamente ad Anne Bonny e a Mary Read. Conan riesce a seguire i malviventi. Qualcuno dalla boscaglia spara contro i due, ferendoli. Dalla centrale di polizia arrivano i risultati dell'analisi delle impronte. Uno dei due criminali è un ricercato internazionale. Nel frattempo, i ragazzi concludono la caccia al tesoro.
Alla fine del caso, Kogoro, Ran e Conan tornano a Tokyo con la nave passeggeri e cargo Camellia Maru.

## Colonna sonora
Il musicista Katsuo Ōno ha composto trentanove nuove tracce, usate poi anche nella serie televisiva. La sigla finale è Nanatsu no umi o wataru kaze no yō ni (七つの海を渡る風のように? "Come un vento che attraversa i sette mari"), di Rina Aiuchi e U-ka saegusa IN db.

## Distribuzione

### Edizione italiana
In Italia il film è stato solo trasmesso in televisione, in una versione divisa in cinque parti da venti minuti circa e in una versione intera, entrambe senza censure video e con lo stesso doppiaggio, che presenta alcune censure su termini come "morire" e "uccidere" resi con "perdere la vita" ed "eliminare". Il doppiaggio italiano è stato eseguito dalla Merak Film e diretto da Graziano Galoforo su dialoghi di Chiara Serafin e Manuela Scaglione.
La versione divisa in parti è stata trasmessa su Italia 2 dal 3 al 7 giugno 2012, alle ore 20:40. Questa versione non ha l'introduzione che riassume l'inizio della storia del manga, presente in ogni film seppur con qualche differenza. L'epilogo, che nell'originale si trova dopo la sigla finale, è stato collocato prima di essa. In questa versione è stata utilizzata come sigla di apertura e chiusura di ogni parte la prima sigla italiana, Detective Conan di Giorgio Vanni, con le immagini della sigla di apertura dell'episodio speciale 479, in cui sono presenti quindi anche alcuni personaggi comparsi solo in quell'episodio. Per la prima parte della sigla finale le immagini sono spostate sulla destra e i titoli internazionali in inglese scorrono su sfondo nero sulla parte sinistra dello schermo.
La versione intera è andata in onda sempre su Italia 2 il 12 settembre 2012. Questa versione come l'originale non ha sigla iniziale, e mantiene l'introduzione, la sigla finale originale e l'epilogo collocato dopo di essa. La sigla finale ha le immagini originali con i titoli internazionali in inglese e sono stati aggiunti i crediti italiani riguardanti il doppiaggio.

### Edizioni home video
In Giappone il film è stato pubblicato da Being con l'etichetta B-vision in DVD il 23 novembre 2007 e in Blu-ray Disc l'8 aprile 2011. In Italia non è mai stato pubblicato per l'home video.

## Accoglienza
L'isola mortale ha incassato 2 miliardi e 530 milioni di yen, classificandosi al decimo posto dei film giapponesi con il maggior incasso in patria nel 2007. Il film è stato nominato per gli Awards of the Japanese Academy del 2008 nella categoria animazione, in cui ha poi vinto Tekkonkinkreet - Soli contro tutti.

## Versione a fumetti
Con i fotogrammi del film è stato prodotto un anime comic, pubblicato in un'edizione in due volumi e poi in volume unico. L'edizione in due volumi è intitolata Gekijōban anime comic - Meitantei Conan - Konpeki no Jolly Roger (劇場版アニメコミック 名探偵コナン 紺碧の棺（ジョリー・ロジャー）?, Gekijōban anime komikku - Meitantei Konan - Konpeki no Jorī Rojā, "Detective Conan - Il Jolly Roger nel profondo azzurro - Anime comic del film"); la "prima parte" (上?, jō) è stata pubblicata da Shogakukan il 16 novembre 2007 (ISBN 978-4-09-121194-1), la "seconda parte" (下?, ge) il 15 dicembre dello stesso anno (ISBN 978-4-09-121195-8). L'edizione in volume unico è intitolata Gekijōban Meitantei Conan - Konpeki no Jolly Roger (劇場版 名探偵コナン 紺碧の棺（ジョリー・ロジャー）?, Gekijōban Meitantei Konan - Konpeki no Jorī Rojā, "Detective Conan - Il film - Il Jolly Roger nel profondo azzurro") ed è stata pubblicata sempre da Shogakukan il 16 aprile 2010 (ISBN 978-4-09-122253-4).